# Parafia Świętej Urszuli Dziewicy i Męczennicy w Strońsku
Parafia pw. Świętej Urszuli Dziewicy i Męczennicy w Strońsku – parafia rzymskokatolicka znajdująca się w archidiecezji łódzkiej w dekanacie widawskim. Parafię prowadzą księża diecezjalni.

## Proboszczowie
- 1920–1924 – ks. Stanisław Sieciński
- 1924–1928 – ks. Stefan Rylski
- 1928–1937 – ks. Gustaw Łaski
- 1937–1940 – ks. Wojciech Kubiś
- 1945–1960 – ks. Władysław Puczyński
- 1960–1969 – ks. Stefan Chmiel
- 1969–1973 – ks. Stanisław Zięba
- 1973–1999 – ks. Wacław Chmielewski
- 1999–2010 – ks. Ryszard Płacek
- 2010 – 2016 – ks. kan. Włodzimierz Konopczyński
- 2016 - 2023 - ks. kan. Tadeusz Gielec[1]
- 2023- nadal- ks. Szczepan Zacha[1]